# Roberto Zibetti
Roberto Zibetti (Summit, 11 marzo 1971) è un attore e regista teatrale italiano.

## Biografia
Nato a Summit, nel New Jersey, da genitori italiani, è cresciuto a Torino. Nel 1990 debutta in teatro con Gli ultimi giorni dell'umanità, regia di Luca Ronconi; in seguito lavora anche per il cinema e la televisione. Oltre a lavorare come attore, è anche regista teatrale. Dopo aver debuttato sul grande schermo, sotto la regia di Francesco Calogero, con il film Nessuno (1992), lavora con altri registi importanti, come Klaus Maria Brandauer, Bernardo Bertolucci e Giacomo Battiato; con quest'ultimo recita in Cronaca di un amore violato (1996), in cui ha il suo primo ruolo da protagonista.
Tra il 1997 e il 2001 è tra gli interpreti principali dei film Il carniere di Maurizio Zaccaro, Radiofreccia, regia di Luciano Ligabue, A casa di Irma, Non ho sonno, regia di Dario Argento; inoltre partecipa al film I cento passi (2000), diretto da Marco Tullio Giordana. Nel 1998 debutta in televisione nella miniserie TV Trenta righe per un delitto, regia di Lodovico Gasparini. Successivamente lavora in altre fiction TV, tra cui: Distretto di Polizia 2 (2001), Incantesimo 6 (2003), la miniserie Attacco allo Stato (2006), la serie di Rai 3 La squadra 8 (2007) e Il commissario De Luca (2008) oltre alla serie di Sky Hanno ucciso l'Uomo Ragno - La leggendaria storia degli 883 (2024).

## Filmografia

### Cinema
- Nessuno, regia di Francesco Calogero (1992)
- Mario e il mago, regia di Klaus Maria Brandauer (1994)
- Io ballo da sola, regia di Bernardo Bertolucci (1996)
- Cronaca di un amore violato, regia di Giacomo Battiato (1996)
- Il carniere, regia di Maurizio Zaccaro (1997)
- Radiofreccia, regia di Luciano Ligabue (1998)
- A casa di Irma, regia di Alberto Bader (1999)
- I cento passi, regia di Marco Tullio Giordana (2000)
- L'educazione di Giulio, regia di Claudio Bondì (2000)
- Non ho sonno, regia di Dario Argento (2001)
- Nella terra di nessuno, regia di Gianfranco Giagni (2001)
- Zorba il Buddha, regia di Antonino Lakshen Sucameli (2004)
- Novembre - Le giornate di Trieste, regia di Alberto Guiducci (2005)
- Vado a messa, regia di Ginevra Elkann (2005)
- Progetto Fiorenza, regia di Alessio Della Valle (2006)
- Liberarsi - Figli di una rivoluzione minore, regia di Salvatore Romano (2008)
- Altromondo, regia di Fabio Massimo Lozzi (2008)
- Miss Julie, regia di Michael Margotta (2009)
- Pasolini, regia di Abel Ferrara (2014)
- Shades of Truth,[2] regia di Liana Marabini – Condor Pictures (2015)
- Ho ucciso Napoleone, regia di Giorgia Farina (2015)
- Addio fottuti musi verdi, regia di Francesco Ebbasta (2017)
- Cobra non è, regia di Mauro Russo (2020)
- Yara, regia di Marco Tullio Giordana (2021)
- Maria Montessori - La Nouvelle Femme (La Nouvelle Femme), regia di Léa Todorov (2023)

### Televisione
- Trenta righe per un delitto, regia di Lodovico Gasparini – miniserie TV (1998)
- Cronaca nera, regia di Gianluigi Calderone e Ugo Fabrizio Giordani (1998)
- Distretto di Polizia 2 – serie TV, 3 episodi (2001)
- Incantesimo 6, regia di Alessandro Cane e Tomaso Sherman – soap opera (2003)
- Le stagioni del cuore, regia di Antonello Grimaldi (2004)
- Attacco allo Stato, regia di Michele Soavi – miniserie TV (2006)
- La squadra 8 – serie TV (2007)
- Vivaldi, regia di Liana Marabini (2009)
- La donna della domenica, regia di Giulio Base – miniserie TV (2011) - ruolo: Massimo Campi
- 6 passi nel giallo – serie TV, episodio 1x01-1x04 (2012)
- Rocco Schiavone – serie TV (2016-2018)
- Non uccidere – serie TV, episodio 2x15 (2018)
- Immaturi - La serie – serie TV (2018)
- Speravo de morì prima, regia di Luca Ribuoli – miniserie TV, episodio 1 (2021) - ruolo: Rudi Garcia
- Non mi lasciare – serie TV, episodio 1x08 (2022)
- Giustizia per tutti, regia di Maurizio Zaccaro – miniserie TV, 3 episodi (2022)
- La fortuna di Laura, regia di Alessandro Angelini – film TV (2022)
- La porta rossa 3 – serie TV (2023)
- Imma Tataranni - Sostituto procuratore – serie TV, episodio 3x04 (2023)
- Hanno ucciso l'Uomo Ragno - La leggendaria storia degli 883, regia di Sydney Sibilia – serie TV, 6 puntate (2024) - ruolo: Claudio Cecchetto

### Cortometraggi
- My Father's Garden, regia di Matthew Brown (2002)